# DWDM
DWDM es el acrónimo, en inglés, de Dense Wavelength Division Multiplexing, que significa multiplexado denso por división en longitudes de onda. DWDM es una técnica de transmisión de señales a través de fibra óptica usando la banda C (1550 nm).

## Definición de DWDM
Sistemas WDM con más de ocho longitudes de onda activas por fibra óptica.

## Breve reseña histórica
Los primeros sistemas de transmisión por fibra óptica ponían la información en hebras de vidrio mediante simples pulsos de luz. Se encendía y se apagaba una luz para representar los unos y los ceros de la información digital. La luz real podía ser de casi cualquier longitud de onda (conocida también como color o frecuencia) desde aproximadamente 650 nm a 1550 nm.
En la década de los 80, los módems de comunicación de datos por fibra óptica utilizaron LED de bajo costo para colocar pulsos de infrarrojo cercano en fibra de bajo costo. A medida que aumentaba la necesidad de información, también aumentaba la necesidad de ancho de banda. Los primeros sistemas SONET utilizaban láseres de 1310 nm para suministrar flujos de datos de 155 Mb/s a través de distancias muy largas. Pero esta capacidad se agotó rápidamente. Los avances en los componentes optoelectrónicos permitieron el diseño de sistemas que transmitían simultáneamente múltiples longitudes de onda lumínicas a través de una fibra única. Fue posible multiplexar diversos flujos de información a alta velocidad de bits de 2.5 Gb/s, 10 Gb/s y, más recientemente, de 40 Gb/s y 100 Gb/s mediante la división de varias longitudes de onda. Así fue que surgió la Multiplexación por división de longitudes de onda (WDM).
El primer sistema WDM en combinar dos señales portadoras hizo su aparición alrededor de 1985. A principios del siglo XXI, la tecnología permite combinar hasta 160 señales con un ancho de banda efectivo de unos 10 gigabits por segundo. Las operadoras ya están utilizando los 40 Gbit/s. No obstante la capacidad teórica de una sola fibra óptica se estima en 1600 Gbit/s. De manera que es posible alcanzar mayores capacidades en el futuro, a medida que avance la tecnología.

## Cómo funciona
DWDM es un método de multiplexación muy similar a la Multiplexación por división de frecuencia  que se utiliza en medios de transmisión electromagnéticos. Varias señales portadoras se transmiten por una única fibra óptica utilizando distintas longitudes de onda de un haz láser en cada una de ellas. Cada portadora óptica forma un canal óptico que podrá ser tratado independientemente del resto de canales que comparten el medio (fibra óptica) y contener diferente tipo de tráfico. De esta manera se puede multiplicar el ancho de banda efectivo de la fibra óptica, así como facilitar comunicaciones bidireccionales. Se trata de una técnica de transmisión muy atractiva para las operadoras de telecomunicaciones ya que les permite aumentar su capacidad sin tender más cables ni abrir zanjas. La DWDM está diseñada para transmisiones de larga distancia donde las longitudes de onda están compactadas. Los proveedores han descubierto diversas técnicas para comprimir 32, 64 o 128 longitudes de onda en una fibra. Cuando están reforzados por los amplificadores de fibra dopada con erbio (EDFA)—un tipo de potenciador del rendimiento para comunicaciones de alta velocidad—estos sistemas pueden funcionar a través de miles de kilómetros. Los canales densamente poblados no están libres de limitaciones. En primer lugar, se necesitan filtros de alta precisión para separar una longitud de onda específica sin interferir con las vecinas. Los filtros no son baratos. En segundo lugar, los láseres de precisión deben mantener los canales en el objetivo exacto. Esto casi siempre significa que estos láseres deben operar a una temperatura constante. Los láseres de alta precisión y alta estabilidad son muy costosos, como así también los sistemas de enfriamiento asociados.
Para transmitir mediante DWDM son necesarios dos dispositivos complementarios: un multiplexor en el lado transmisor y un demultiplexor en el lado receptor. A diferencia del CWDM, en DWDM se consigue un mayor número de canales ópticos reduciendo la dispersión cromática de cada canal mediante el uso de un láser de mayor calidad, fibras de baja dispersión o mediante el uso de módulos DCM (Dispersion Compensation Modules). De esta manera, es posible combinar más canales reduciendo el espacio entre ellos. Actualmente se pueden conseguir 40, 80 o 160 canales ópticos separados entre sí 100 GHz, 50 GHz o 25 GHz, respectivamente.
Está definido para la banda de 1530 – 1610 nm, espaciado entre canales de 0,8 nm y 1,6 nm

## Distribución de canales DWDM estándar
- Espacio oficial entre canales: 100 GHz (41 canales de 0,8 nm) y 50 GHz (82 canales de 0,4 nm)
- Banda C -es la más convencional- es la que usa longitud de onda más corta (~1530)
- Banda L es de longitud de onda más larga (hasta 1610 nm)
- Se empieza a utilizar el espaciado de 50 GHz (o incluso de 25 y 12,5 GHz: WDM ultra-denso) y también las bandas de 1490 nm

## Perspectivas de CWDM y DWDM
La tecnología CWDM no cubre grandes distancias porque su señal lumínica no está amplificada, lo cual permite mantener los costes bajos pero también limita las distancias máximas de propagación. Los proveedores pueden mencionar rangos de funcionamiento de 50 a 80 km, con distancias de 160 km factibles mediante amplificadores de señales. La CWDM soporta pocos canales, lo que puede resultar adecuado para operadores metropolitanos que prefieran empezar modestamente para luego expandirse a medida que aumente la demanda.
Los sistemas de señalización sin amplificar mantienen los costes iniciales bajos y aún pueden mantener una alta tolerancia a las pérdidas. Siempre que se utilice una señal no amplificada existe una compensación entre la capacidad y la distancia. O bien se hacen redes extensas con menos nodos o redes más cortas con muchos nodos.

## Comparación entre DWDM y CWDM
| CWDM                                           | DWDM                                                                            |
| ---------------------------------------------- | ------------------------------------------------------------------------------- |
| Definida por longitudes de onda                | Definida por frecuencias                                                        |
| Comunicaciones de corto alcance (50 a 80 km)   | Transmisiones de larga distancia                                                |
| Utiliza frecuencias de amplio espectro         | Frecuencias angostas                                                            |
| Las longitudes de onda se diseminan            | Longitudes de onda compactadas                                                  |
| Es posible la desviación de longitudes de onda | Se requieren láseres de precisión para mantener los canales dentro del objetivo |
| Divide el espectro en grandes trozos           | Divide el espectro en pequeñas partes                                           |
| La señal lumínica no está amplificada          | Se puede utilizar señal lumínica amplificada                                    |